# Donald B. Cole
Donald B. Cole (* 31. März 1922; † 5. Oktober 2013 in Exeter) war ein US-amerikanischer Historiker, der sich mit der Ära der Jacksonian Democracy beschäftigte.

## Leben
Cole promovierte von der Harvard University. Bei der Phillips Exeter Academy war er History Deputy Chair, Robert Shaw White Professor und Dean. Er heiratete Susan W. Cole, mit der er vier Kinder hatte.

## Werk
Coles 1963 veröffentlichtes Buch Immigrant City: Lawrence, Massachusetts, 1845–1921 behandelt die Geschichte der Stadt Lawrence bis hin zum Streik der Industrial Workers of the World 1912. Er bietet zwei Interpretationen: Einen „Immigranten-Zyklus“ und einen „Such für Sicherheit“ der Immigranten. Dieser „Immigranten-Zyklus“ bezeichnet die Folge von Nationalitäten der Immigranten und deren wachsende Akzeptanz in der amerikanischen Gesellschaft. Cole legt für die Akzeptanz zwei Perioden von Hoffnung fest, auf die jeweils eine Periode von Verzweiflung folgte. Rowland Berthoff kritisierte Coles Schlussfolgerungen, da die Quellen oft ignoriert wurden. So beinhalten viele Immigrantenzeitungen keine Hinweise auf eine Suche nach Sicherheit. Bruce Sinclair lobt die Fülle an Informationen im Buch, allerdings würde Cole seine These zu stark verteidigen. Stephan Thernstrom sieht das Buch als hilfreich für spätere Autoren, die Lawrence und dessen Immigranten analysieren wollen.
Das 1970 veröffentlichte Jacksonian Democracy in New Hampshire, 1800–1851 behandelt die politische Geschichte New Hampshires in der Ära der Jacksonian Democracy. Als eine Hochburg der Demokratischen Partei, die die Jacksonian Democracy vertrat, inmitten von Neu-England, das traditionell zur oppositionellen Whig Party tendierte, bildete New Hampshire eine Anomalie. Auch bildete New Hampshire die Heimat mehrerer bedeutender Politiker, wie z. B. Daniel Webster und Franklin Pierce. Cole unterstützt die These von Arthur M. Schlesinger in The Age of Jackson. Richard P. McCormick beurteilt das Buch als kontrovers. New Hampshires politische Geschichte während der Ära der Jacksonian Democracy verdiene mehr Forschung und Coles Buch sei dafür willkommen. Paul H. Bergeron begrüßt Coles Kontribution trotz dessen Mängel. Walter Hugins bezeichnet das Buch als faszinierend, allerdings hätte es mehrere Fehler.
Martin Van Buren and the American Political System, welches 1984 veröffentlicht wurde, ist eine Biografie von Martin Van Buren. Cole legt seinen Fokus auf Van Burens politische Errungenschaften wie die Etablierung der Demokratischen Partei und der Parteimaschine Albany Regency (deutsch: „Albany-Regentschaft“), für die er oft als „Kleiner Magier“ (englisch Little Magician) bezeichnet wurde. William G. Shade lobt das Buch generell, jedoch gäbe es Probleme wie das Ignorieren der Struktur der modernen Demokratischen Partei. Daniel Walker Howe bezeichnet das Buch als sorgfältig. Douglas T. Miller kritisiert zwar den Fokus auf politische Themen und die fehlende Definition der Jacksonian Democracy, doch sei das Buch trotzdem zusammen mit John Nivens The Romantic Age of American Politics (1983) einer der besten Biografien von Van Buren. Daniel Feller sieht das Buch als potentielles Standardwerk. Zusammen mit The Romantic Age of American Politics (1983) von John Niven und The Presidency of Martin Van Buren (1984) von Major L. Wilson bewertete Horst Dippel das Buch als lesenswerte Literatur über Van Buren.
Teil der American Presidency Series war The Presidency of Andrew Jackson, welches die Präsidentschaft von Andrew Jackson darstellt. Cole porträtiert Jackson als ein Symbolbild der amerikanischen Kultur seiner Zeit, die zwischen dem Idealismus der Revolution und dem aufkommenden Kapitalismus gerissen war. Er repräsentierte einen Agrarismus, doch auch den unternehmungslustigen Kapitalisten. Den größten Erfolg von Jackson sieht Cole in der Gründung der Demokratischen Partei. Robert McColley lobt das Buch für Gelehrsamkeit, Klarheit und Fairness. James Roger Sharp und Eugene R. Sheridan sehen das Buch als bedeutenden Beitrag zur Literatur über Jackson. Robert G. Gunderson bezeichnet das Buch als gründlich, vernünftig und gut organisiert. Auch Joel H. Silbey bewertet das Buch positiv.
Coles 2005 veröffentlichte A Jackson Man: Amos Kendall and the Rise of American Democracy ist eine Biografie von Amos Kendall, einem Teil der Kabinette von Andrew Jackson und Martin Van Buren. Obwohl Kendall großenteils von Historikern ignoriert wird, sieht Cole ihn neben Jackson und Van Buren als bedeutenden Architekten der Demokratischen Partei. Mark R. Cheathem lobt das Buch zwar, allerdings gäbe es mehrere kleinere Probleme. So sei Kendall nicht so zentral in der Wahl von Joseph Desha zum Gouverneur von Kentucky wie gezeigt, während Kendall eine größere Rolle in der Nominierung von Richard M. Johnson zum Vizepräsidenten hatte. Trotzdem sei die Biografie sowohl angenehm als auch unverzichtbar. Jonathan M. Atkins beschreibt das Buch als gut geschrieben und recherchiert.
Über die Präsidentschaftswahl in den Vereinigten Staaten 1828, in der Andrew Jackson erstmal zum Präsidenten gewählt wurde, berichtet das 2009 veröffentlichte Vindicating Andrew Jackson: The 1828 Election and the Rise of the Two-party System, wofür er die politische Landschaft der 1820er darstellt. Die Bedeutung dieser Wahl läge bei der, Etablierung des Zwei-Parteien-Systems. Andrew Burstein urteilt in seiner Rezension, welches die Bekanntschaft von Cole mit der Historiografie des Themas lobt, positiv über das Buch. Erik J. Chaput bewertet das Buch positiv, es würde sowohl für Historiker als auch für normale Leser eine Freude sein.

## Veröffentlichungen (Auswahl)
- Immigrant City: Lawrence, Massachusetts, 1845–1921 University of North Carolina Press, Chapel Hill 1963, ISBN 9780807808764
  - Immigrant City: Lawrence, Massachusetts, 1845–1921 Taschenbuchausgabe. University of North Carolina Press, Chapel Hill 1963, ISBN 9780807854082
- Jacksonian Democracy in New Hampshire, 1800–1851 Harvard University Press, Cambridge 1970
- Martin Van Buren and the American Political System Princeton University Press, Princeton 1984, ISBN 9780691047157
  - Martin Van Buren and the American Political System Taschenbuchausgabe. Princeton University Press, Princeton 1984, ISBN 9780783700991
- Witness to the Young Republic: A Yankee’s Journal, 1828–1870 University of New England, Hanover, N. H. 1989, ISBN 9780874514674 (Editor mit John J. McDonough)
- The Presidency of Andrew Jackson (= American Presidency Series) University Press of Kansas, Lawrence 1993, ISBN 9780700606009
  - The Presidency of Andrew Jackson (= American Presidency Series) Taschenbuchausgabe. University Press of Kansas, Lawrence 1993, ISBN 9780700609611
- A Jackson Man: Amos Kendall and the Rise of American Democracy Louisiana State University, Baton Rouge 2004, ISBN 9780807129302
  - A Jackson Man: Amos Kendall and the Rise of American Democracy Taschenbuchausgabe. Louisiana State University, Baton Rouge 2010, ISBN 9780807136478
- Vindicating Andrew Jackson: The 1828 Election and the Rise of the Two-party System University Press of Kansas, Lawrence 2009, ISBN 9780700616619

## Auszeichnungen
- Founders Day Award 1992